# Institut für Werkstoff-Forschung
Das Institut für Werkstoff-Forschung des Deutschen Zentrums für Luft- und Raumfahrt e.V. (DLR) in Köln-Porz entwickelt Werkstofflösungen und deren Prozesstechniken für Anwendungen in der Luftfahrt, Energietechnik, Raumfahrt sowie im Verkehr.
Hierbei verfolgt das Institut gemeinsam mit nationalen und internationalen Partnern aus der Industrie, den Hochschulen sowie in Kooperation mit außeruniversitären Forschungseinrichtungen, unter gemeinsamer Leitung von Heinz Voggenreiter mit dem Institut für Bauweisen- und Konstruktionsforschung der DLR in Stuttgart, einen systemischen Ansatz bei den Forschungs- und Entwicklungsarbeiten, die eine Integration in Strukturen und Komponenten ermöglichen.
Das Institut forscht auf den Gebieten Metallische Strukturen, Hybride Werkstoffsysteme und Intermetallics, Faserkeramische Verbundwerkstoffe, Thermoelektrische Systeme, Hochtemperatur- und Funktionsschichten sowie Experimentelle und Numerische Methoden. Hierbei wird durchgängig die Engineering-Kette von der Simulation bis hin zur Fertigung des anwendungsnahen Prototyps bedient.
Neben dem Engagement in Grundlagen- sowie Kooperationsprojekten mit der Industrie beteiligt sich das Institut an der Lehre der Universität Stuttgart, RWTH Aachen und der Ruhr-Universität Bochum sowie an der Ausbildung des wissenschaftlichen Nachwuchses.